# Cyclophora albiocellaria
Cyclophora albiocellaria is een vlinder uit de familie spanners (Geometridae). De wetenschappelijke naam is voor het eerst geldig gepubliceerd in 1789 door Hübner.

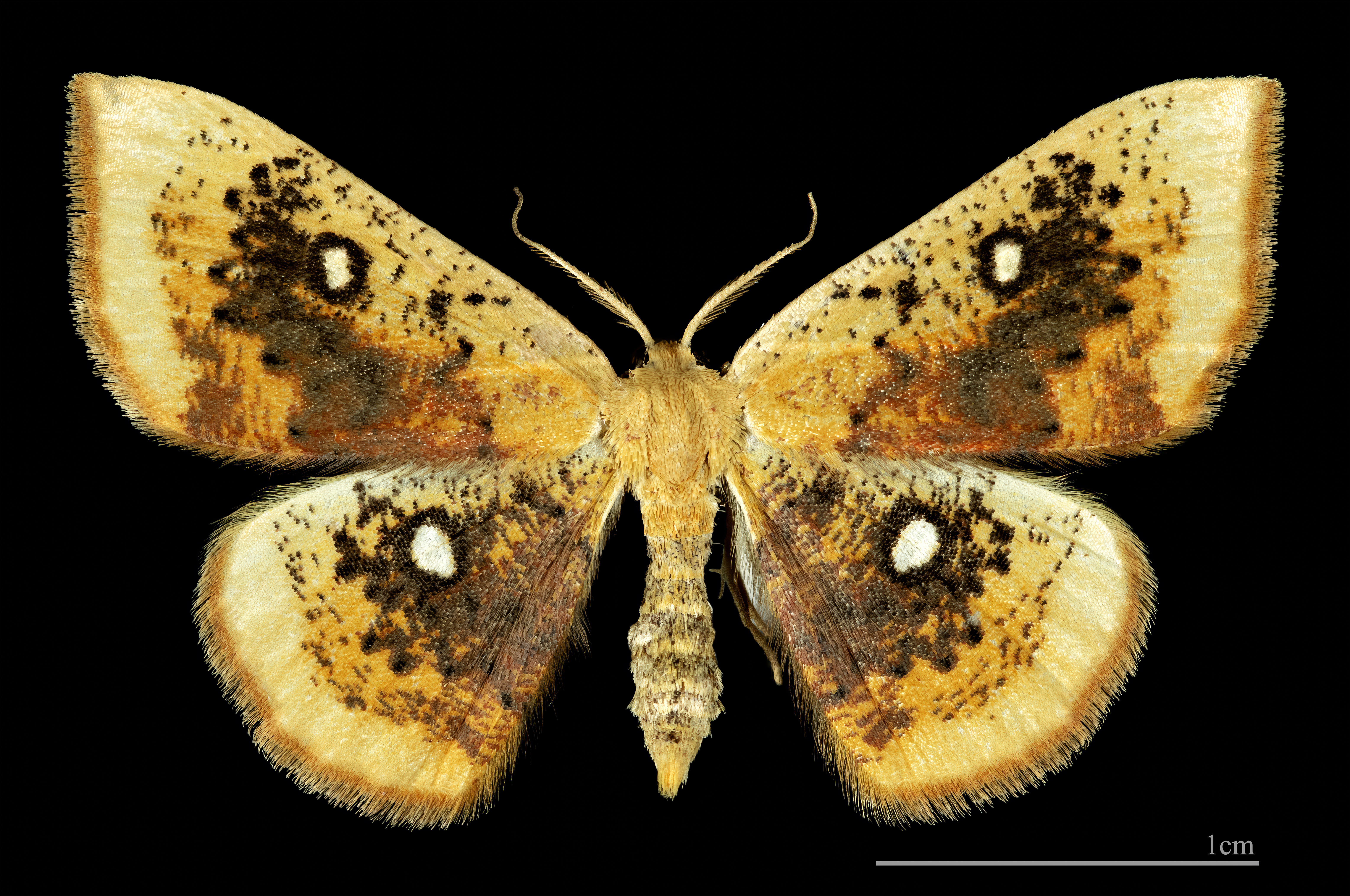
♂
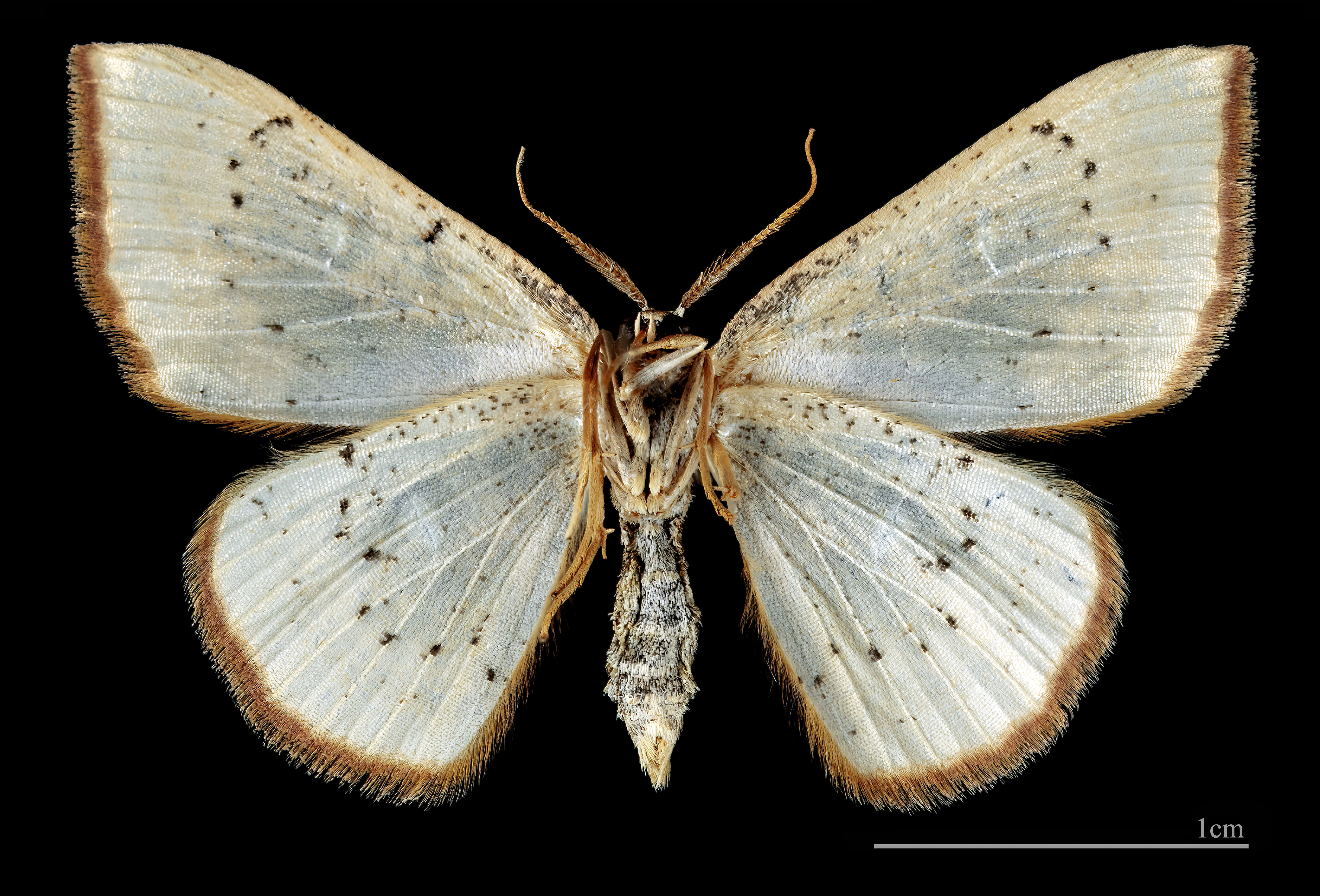
♂ △

De soort komt voor in Europa.